# Le Mont-Dore
Le Mont-Dore ist eine Gemeinde in der Südprovinz in Neukaledonien.
Le Mont-Dore ist die drittgrößte Stadt Neukaledoniens und Mittelpunkt einer Samtgemeinde (Commune). Es ist flächenmäßig sehr ausgedehnt und liegt größtenteils auf der Hauptinsel Grande Terre, aber auch weitere kleine Inseln vor der Küste, wie beispielsweise die Île Ouen, gehören dazu. Mont-Dore ist eine junge Stadt. Es entstand 1970 durch Zusammenlegung der Orte La Capture, La Conception, La Coulée, Mont-Dore (Hauptort), Ouara (Île Ouen), Plum, Prony und Saint-Louis. Es grenzt unmittelbar an die Hauptstadt Nouméa und gehört somit in Teilen zum Großraum Nouméa. Bei Goro befindet sich die drittgrößte Nickelmine Neukaledoniens.

## Bevölkerung
| 1956  | 1963  | 1969  | 1976   | 1983   | 1989   | 1996   | 2004   | 2009   | 2014   | 2019   |
| ----- | ----- | ----- | ------ | ------ | ------ | ------ | ------ | ------ | ------ | ------ |
| 1.288 | 2.640 | 4.809 | 10.659 | 14.614 | 16.370 | 20.780 | 24.195 | 25.683 | 27.155 | 27.620 |

| Ethnische Verteilung | Ethnische Verteilung | Ethnische Verteilung | Ethnische Verteilung | Ethnische Verteilung |
| -------------------- | -------------------- | -------------------- | -------------------- | -------------------- |
| Europäer             | Kanaken              | Polynesier           | Gemischt             | Andere               |
| 26,4 %               | 24,9 %               | 14,8 %               | 15,3 %               | 18,6                 |

## Sehenswürdigkeiten

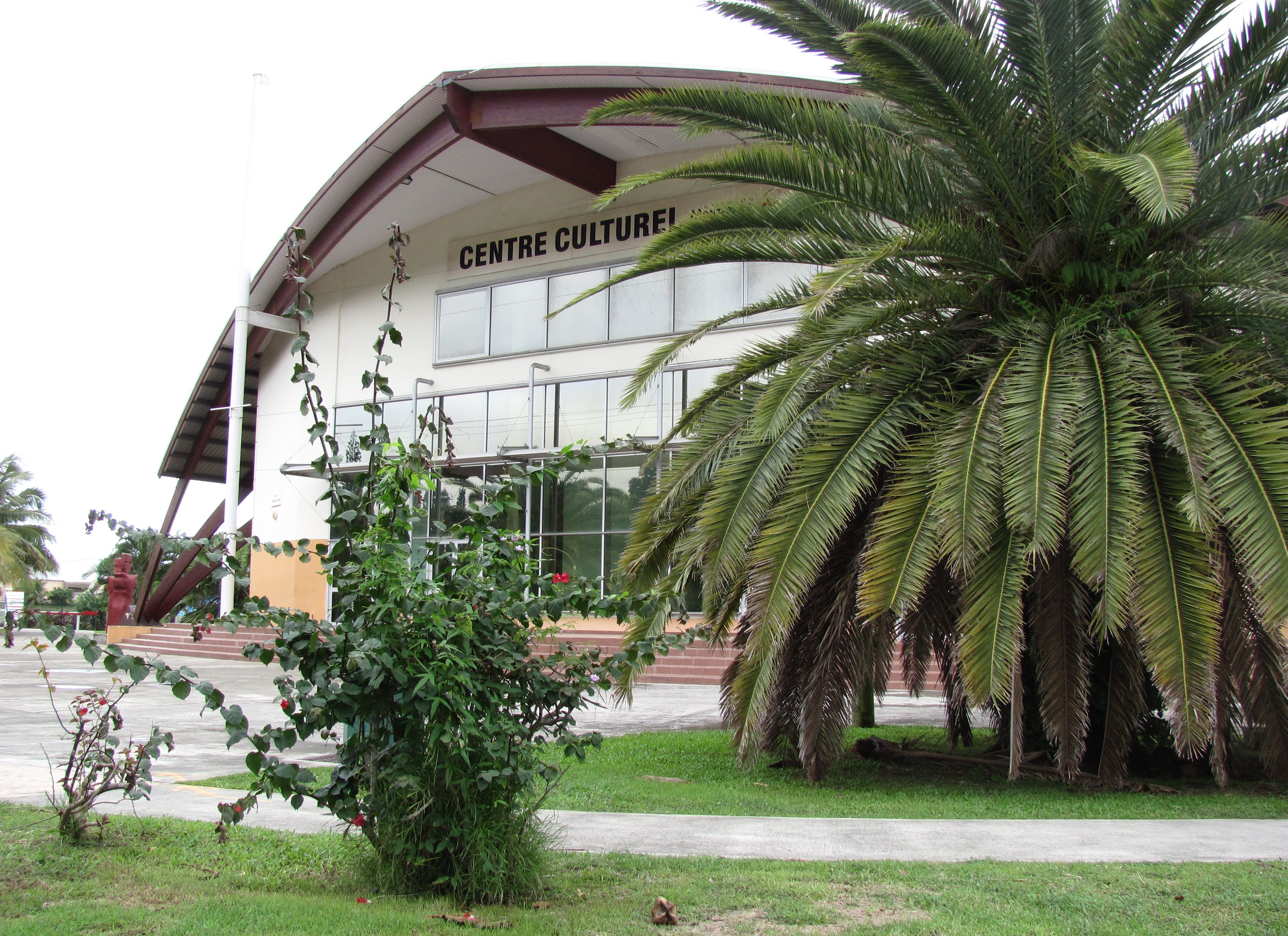
Kulturzentrum

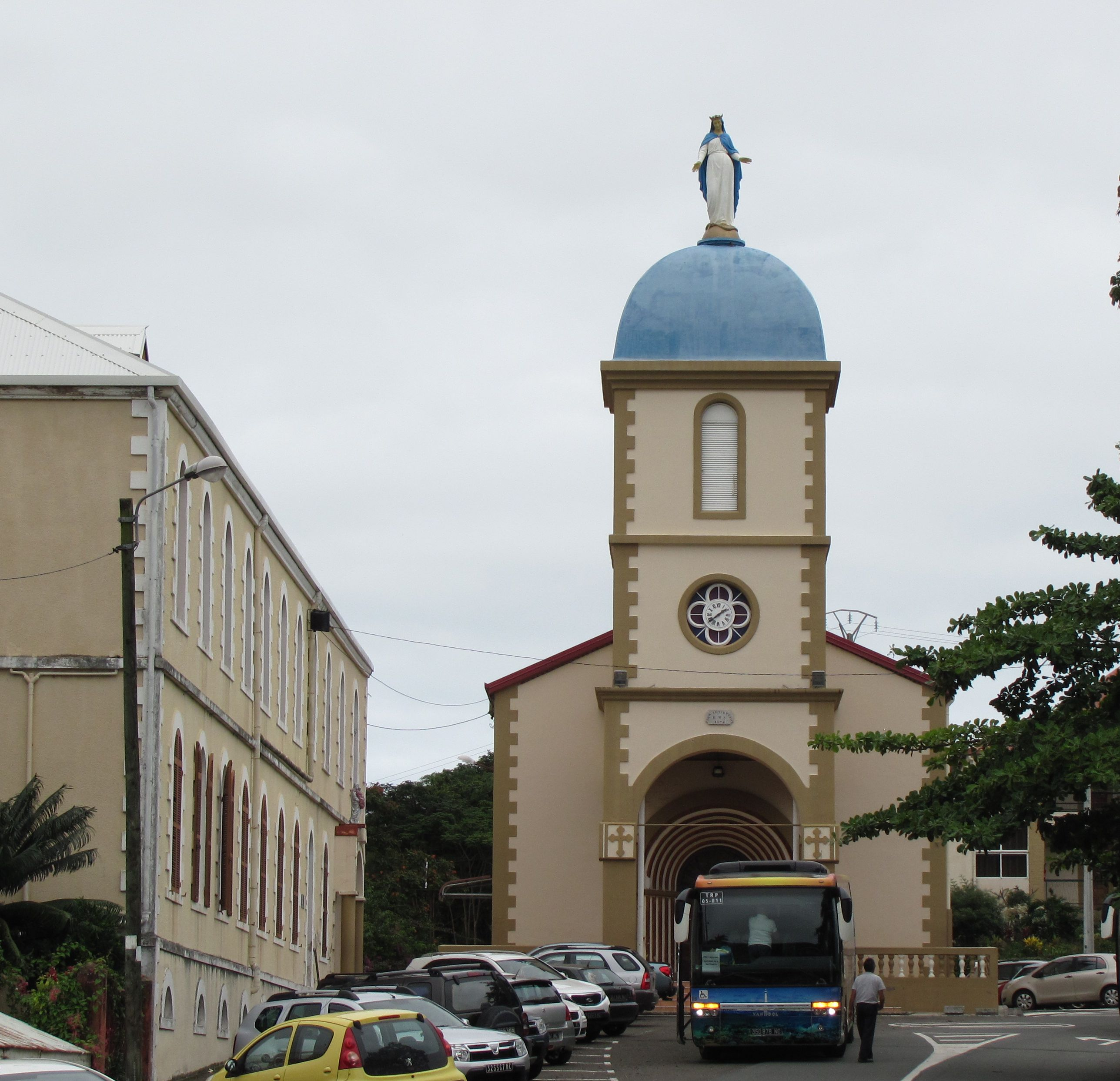
Wallfahrtskirche

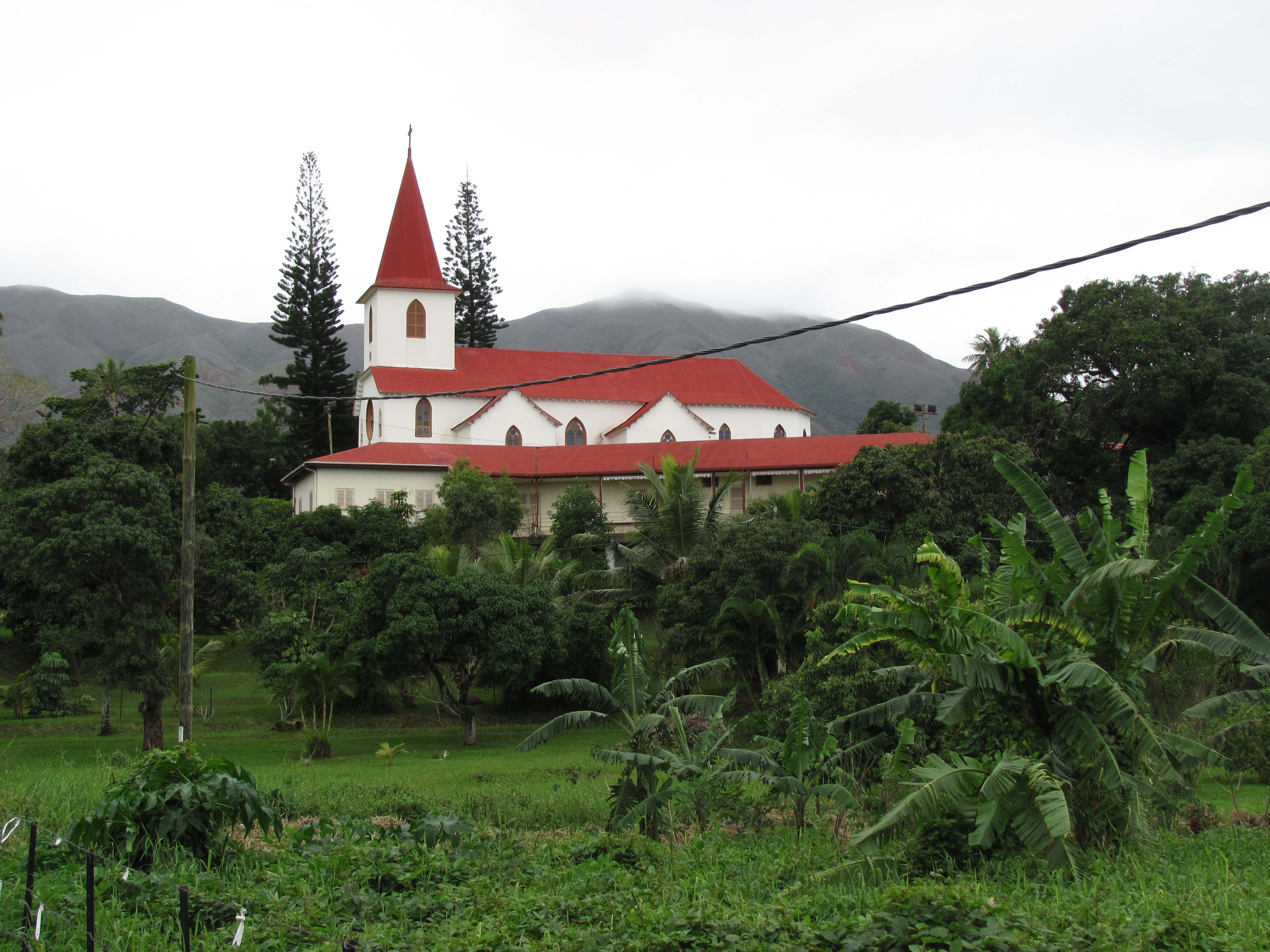
Saint-Louis-Kirche

- Die 1874 erbaute Wallfahrtskirche Eglise de la Conception erhebt sich auf dem Gelände einer 1855 gegründeten Missionsstation.[3] Jedes Jahr findet auf Mariä Himmelfahrt eine Wallfahrt hierher statt. Auf der Kuppel des quadratischen Glockenturmes steht eine weithin sichtbare Marienstatue von 2,80 m Höhe, die nach dem Vorbild der Kirche Notre-Dame de Fourvière in Lyon gestaltet wurde.[4] Die Fassade der viel besuchten Kirche wurde 1893 umgestaltet.
- Eine weitere Kirche wurde 1860 in Saint-Louis, einem 6 km weiter östlich liegenden Ortsteil von Le Mont-Dore, errichtet. Hier wurde 1856 eine Missionsstation gegründet, die man 1859 an den Standort der jetzigen Kirche verlegte. Die Kirche mit ihrem roten Dach war ebenfalls weithin sichtbar und das Wahrzeichen der Gemeinde. Um sie herum waren die Gebäude der ehemaligen Missionsstation gut erhalten, bis die Kirche und Nebengebäude im Juli 2024 von militanten Indépendantisten in Brand gesetzt und zerstört wurden.[5]
- Im Zentrum von Le Mont-Dore im Stadtviertel Boulari befindet sich das Rathaus (Mairie), dessen Baustil größtenteils dem Kolonialstil nachempfunden ist. Ein Nebengebäude wurde im traditionellen melanesischen Stil erbaut, mit einem Dach aus Palmblättern und einem ovalen Grundriss sowie mit geschnitzten Totempfählen.
- Neben dem Rathaus wurde die Place des Accords angelegt – ein großer, freier und zum Meer hin offener Platz mit einer Gedenkstätte für die Opfer der beiden Weltkriege. An den Platz schließt sich der Yachthafen an, neben ihm ist die Anlage eines Stadtparks geplant.
- Ebenfalls im Zentrum von LeMont-Dore erhebt sich das moderne Kulturzentrum (Centre Culturel), neben dem sich ausgedehnte Sportanlagen befinden. Um das Kulturzentrum herum wurde ein kleiner Park angelegt, in dem geschnitzte Totempfähle im traditionellen Stil sowie Skulpturen in einem moderneren, der traditionellen Kunst der Melanesier nachempfundenen Stil zu sehen sind.
- Im Ortsteil Saint-Michel befindet sich das 2017 errichtete Lycée du Mont-Dore inmitten eines Waldes und nahe dem Strand. Ungewöhnlich für das drei-bis-viergeschossige Schulgebäude ist seine Form als eckige Acht.[6][7]

## Umgebung

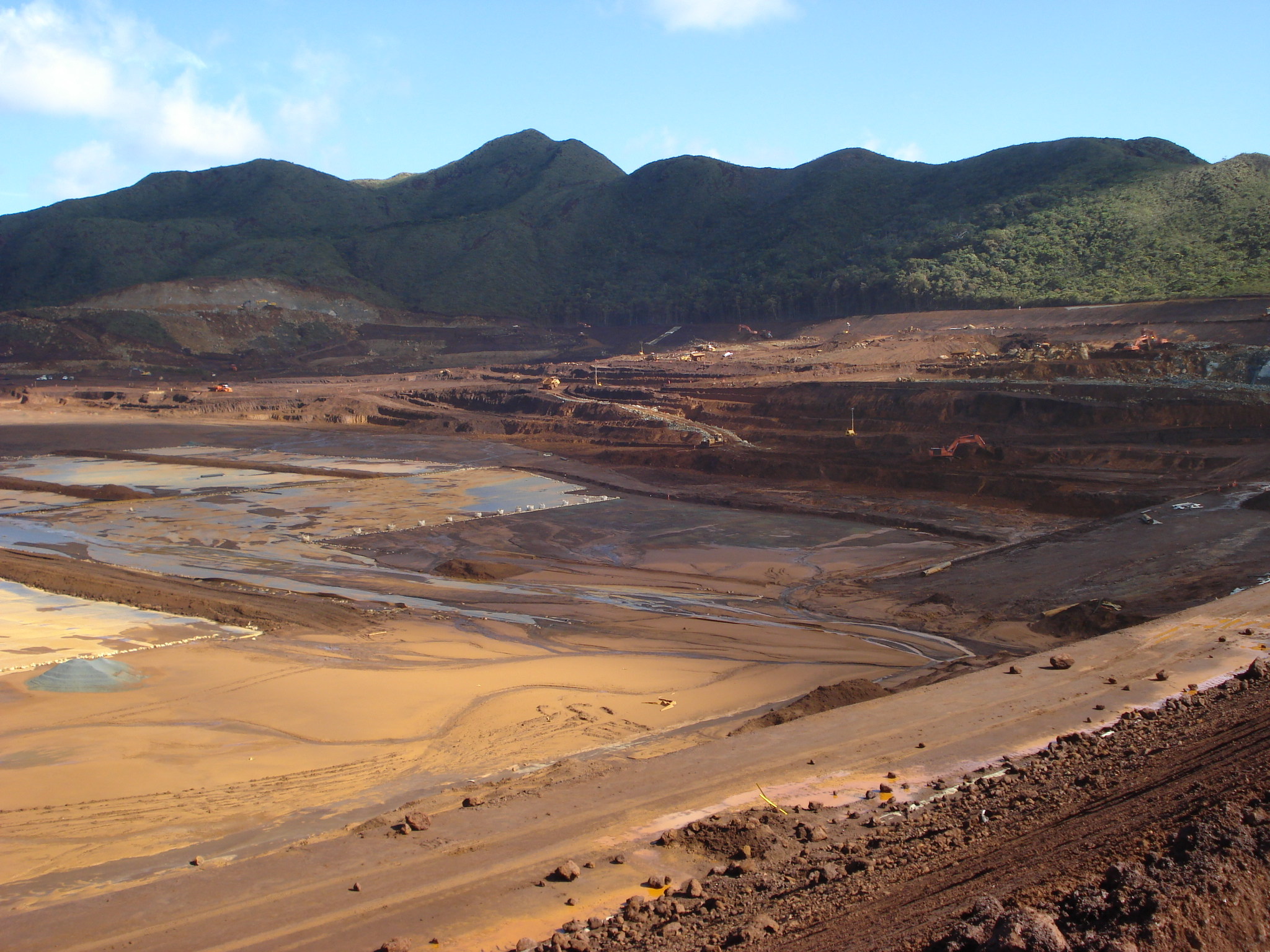
Goro Mine

Im Osten der Stadt erhebt sich der 772 m hohe Mont Dore, von dem aus sich ein Blick auf die kleinen, vorgelagerten Inseln Bailly und Charron bietet. An der Bucht Baie de Monéa liegt der Ortsteil Plum. Bei Plum befindet sich eine ertragreiche Wasserquelle, die seit 1955 in einen Brunnen umgewandelt wurde und für jeden zugänglich ist. Das Wasser wird auch von einer Flaschenabfüllfabrik unter der Marke „Eaux du Mont-Dore“ vertrieben. Nahe der Bucht von Prony liegt die Goro Mine, der größte Arbeitgeber der Gemeinde. Sie gehört zu den größten Nickelminen der Welt und befindet sich seit 2021 zu 51 % in neukaledonischem Besitz.